# Refuge des Écrins

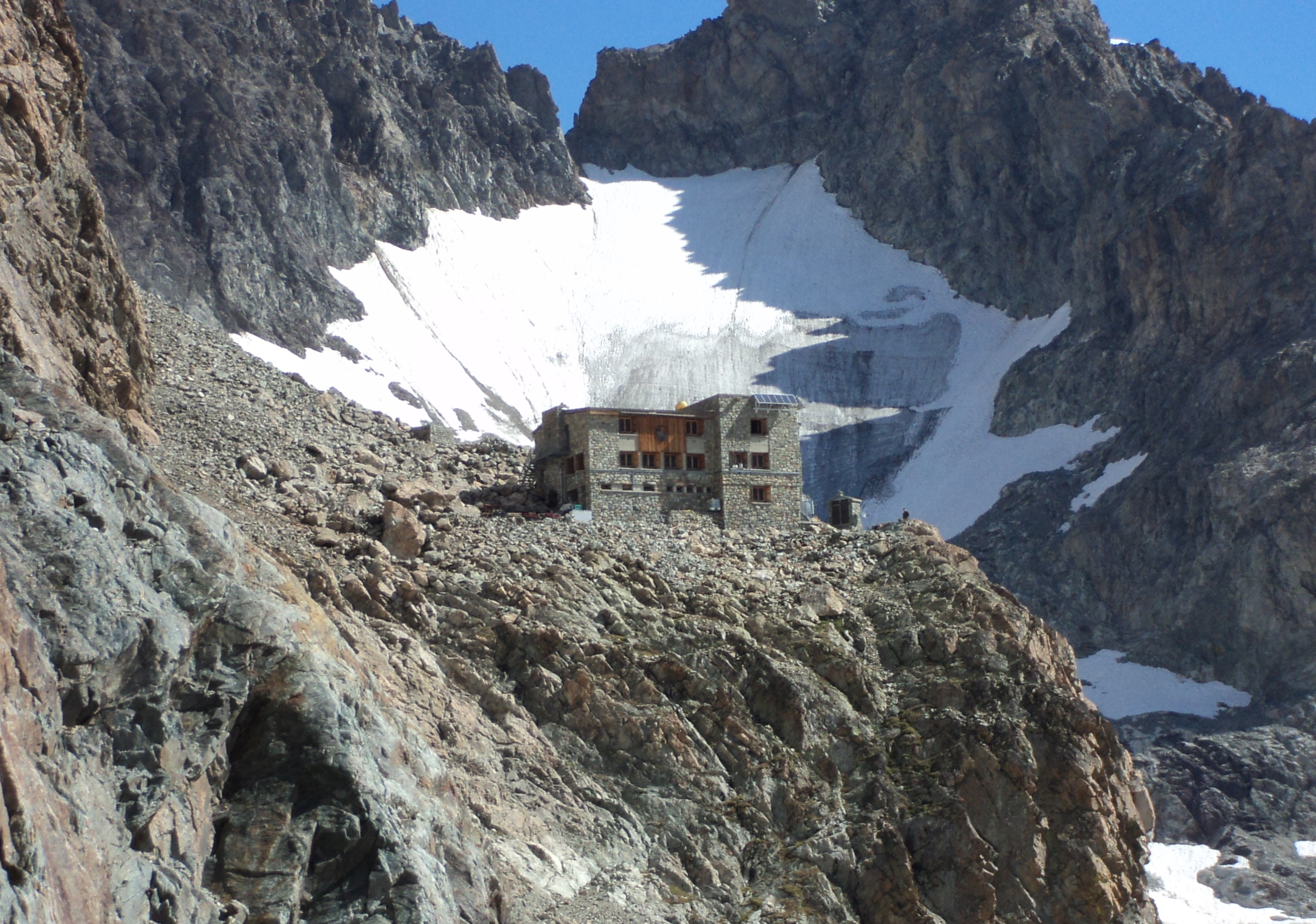
Schronisko Écrins

Refuge des Écrins (dawniej również pod nazwą Refuge Caron; 3170 m n.p.m.) – górskie schronisko turystyczne w grupie górskiej Écrins w Alpach Delfinackich we Francji. Własność Francuskiego Klubu Alpejskiego (CAF).

## Położenie
Schronisko leży w gminie Pelvoux w departamencie Alpy Wysokie (fr. Hautes-Alpes). Wzniesione jest na wierzchu skalistej buli, wybrzuszającej się z lewego (orograficznie) stoku doliny Białego Lodowca w linii spadku Roche Paillon (3618 m n.p.m.), nieco na zachód od punktu w którym łuk jęzora lodowca osiąga skrajnie północny zasięg. Leży przy popularnej trasie podejściowej z Pré de Madame Carle (koniec drogi w dolinie Vallouise powyżej osiedla Ailefroide) przez schronisko Glacier Blanc w kierunku szczytu Barre des Écrins. Czas podejścia z Pré de Madame Carle: 4 h 30.

## Historia
Pierwsze schronisko w głębi doliny Białego Lodowca zbudowano w 1903 r., na stoku pomiędzy przełęczami Émile Pic (3483 m n.p.m.) i Roche Faurio (3376 m n.p.m.). Nadano mu nazwę schroniska Ernesta Carona, byłego prezesa sekcji Briançon CAF i prezesa całego Francuskiego Klubu Alpejskiego, a także przewodniczącego Rady Miejskiej Paryża wybranego w listopadzie 1909 r. Schronisko to – niewielka, drewniana budowla, licząca zaledwie kilka miejsc noclegowych, spłonęło w 1921 r.
Już w następnym roku wybudowano nowe, również drewniane, lecz większe schronisko, dysponujące miejscami dla 36 osób. Szybki rozwój alpinizmu, zwłaszcza po II wojnie światowej spowodował, że i ono wkrótce okazało się zbyt małe. Już ok. 1960 r. było wiadomo, że konieczna jest budowa nowego, znacznie większego schroniska.
Prace na jednej z najwyżej wówczas położonych budów w Europie rozpoczęto wiosną 1968 r. Jedynie kamień budowlany pozyskany został na miejscu. Reszta materiałów w ilości 170 ton została dostarczona na plac budowy śmigłowcami, często w skrajnie złych warunkach pogodowych. Ostatni kamień wmurowano 14 września 1968 r. Prace wykończeniowe we wnętrzach wykonane zostały wiosną następnego roku. Już 22 czerwca 1969 r. obiekt oddano do użytku alpinistom. Uroczystości inauguracyjne miały miejsce 16 września tegoż roku. Stary obiekt rozebrano.

## Charakterystyka
Schronisko jest budynkiem murowanym z miejscowego kamienia (granit), trójkondygnacyjnym. Platforma dachowa jest przystosowana do pełnienia funkcji lądowiska dla lekkich helikopterów ratunkowych. Obsługiwane jest z reguły od początku kwietnia do połowy września. Działa wówczas kuchnia oferująca pełne wyżywienie, a turyści mają do dyspozycji 120 miejsc noclegowych w 5 salach, umywalnię i toaletę. Niewielką ilość niezbędnej energii elektrycznej zapewniają panele fotowoltaiczne. W okresie zimowym schronisko oferuje 40 (według innych źródeł 35) miejsc noclegowych w części samoobsługowej.